# Wang Shiyi
Wang Shiyi es una deportista china que compite en taekwondo. Ganó una medalla de oro en el Campeonato Asiático de Taekwondo de 2024, en la categoría de –46 kg.

## Palmarés internacional
| Campeonato Asiático | Campeonato Asiático | Campeonato Asiático | Campeonato Asiático |
| Año                 | Lugar               | Medalla             | Categoría           |
| ------------------- | ------------------- | ------------------- | ------------------- |
| 2024                | Đà Nẵng (Vietnam)   | Medalla de oro      | –46 kg              |